# Brody Dalle
Brody Dalle, właśc. Bree Joanna Alice Robinson (ur. 1 stycznia 1979 w Fitzroy, Melbourne w Australii) – wokalistka i gitarzystka punk rockowego zespołu The Distillers, frontmanka grupy Spinnerette.
Została wyrzucona z czterech szkół, a następnie wysłana do szkoły katolickiej dla dziewcząt. W wieku 14 lat zaczęła grać w zespole Sourpuss. Występując na festiwalu Summersault, spotkała Tima Armstronga, lidera punkowej grupy Rancid. Pobrali się, gdy miała 18 lat. Wraz z Armstrongiem przeniosła się z Melbourne do Los Angeles i założyła zespół The Distillers.
Dalle i Armstrong rozwiedli się w 2003 roku. Po rozwodzie Brody zmieniła nazwisko na Dalle (na cześć ulubionej aktorki, Béatrice Dalle). Aktualnie jest w związku z Joshem Homme, wokalistą i gitarzystą grupy Queens of the Stone Age. 17 stycznia 2006 urodziła im się córka Camille Harley. Posiadają też dwójkę synów: Orrin Ryder Homme (urodzony 12 sierpnia 2011) i Wolf Dillon Reece Homme (urodzony 13 lutego 2016).
Dalle i Homme rozwiedli się w 2019r. Dalle złożyła pozew o rozwód, oskarżając Homme o alkoholizm i nadużywanie substancji psychoaktywnych. W kolejnych latach sprawa ponownie trafiała do sądu, w związku z wzajemnymi oskarżeniami, przede wszystkim o przemoc domową, i wnioskami o zakaz zbliżania się. Para wciąż walczy o prawa do opieki nad dziećmi. 